# Independencia de Chile

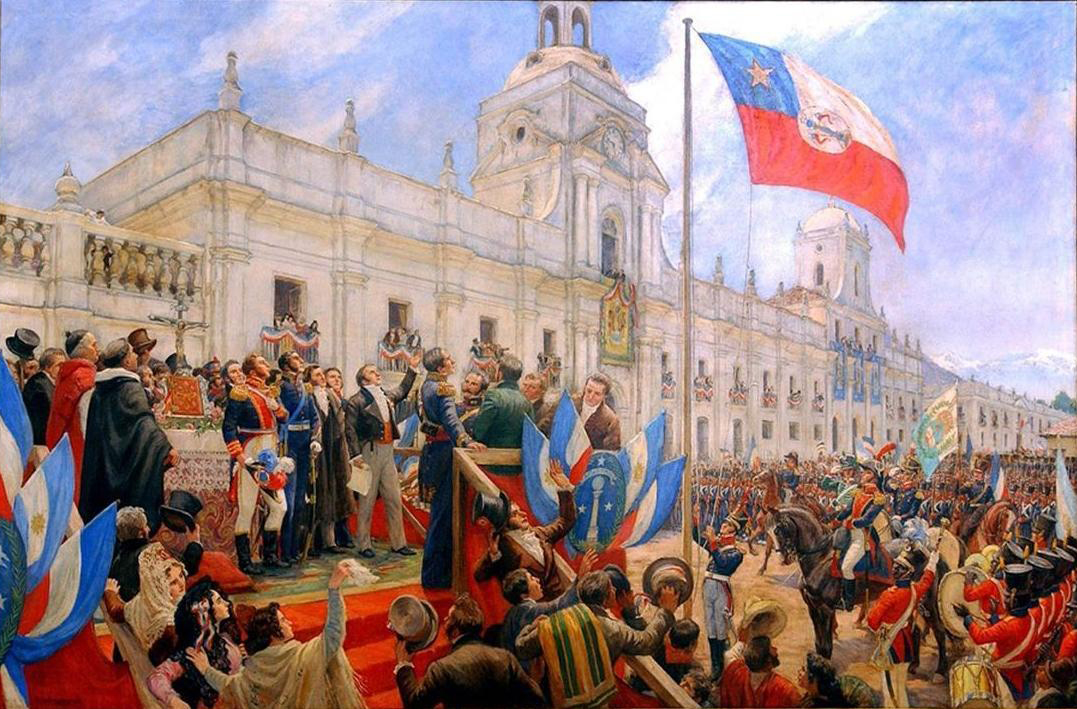
Proclamación y jura de la Independencia de Chile, por Pedro Subercaseaux (1945).

La independencia, emancipación o secesión de Chile corresponde al proceso durante el cual dicho país dejó su estatus de reino indiano de la Monarquía Hispánica y se separó de la Hispanoamérica realista, para establecer una república independiente.
La historiografía define a este periodo como aquel comprendido entre el establecimiento de la Junta Provisional Gubernativa (18 de septiembre de 1810) y la abdicación de Bernardo O'Higgins al cargo de director supremo (28 de enero de 1823). Durante la mayor parte del proceso, se llevó a cabo una guerra civil entre «realistas»,  partidarios de la integridad de la monarquía española, y «patriotas»,  partidarios de la independencia.
Este periodo se divide convencionalmente en tres etapas: la Patria Vieja (1810-1814), la Reconquista —llamada también por algunos historiadores Restauración Monárquica o Absolutista— (1814-1817) y la Patria Nueva (1817-1823). En tanto, el territorio de Chiloé fue incorporado mediante el tratado de Tantauco en enero de 1826.
Oficialmente, la emancipación de Chile fue declarada el 1 de enero de 1818, a través del acta de Independencia de Chile, y jurada el 12 de febrero del mismo año. Esta declaración fue reconocida por España en Madrid el 25 de abril de 1844.

## Agitación en Chile
Ya en Chile había antecedentes de agitación independentista (concretamente el motín de los Tres Antonios), pero parece ser que García Carrasco magnificó el problema tomando diversas medidas arbitrarias, incluyendo el arresto de connotados ciudadanos y su remisión a Lima. Esto, sumado a su involucramiento en un bullado caso de contrabando descubierto en Topocalma (Escándalo Escorpión), motivó la presión para que renunciara, lo que por fin se consiguió en 1810.
El militar más experimentado de Chile en esa época era Mateo de Toro Zambrano, conde de la Conquista, por lo cual tomó interinamente el mando. Pero la intranquilidad continuó debido a las turbulencias políticas y bélicas en Europa: tanto el Rey (Carlos IV) como su hijo (el futuro Fernando VII) habían abdicado (forzadamente) en favor de Napoleón quien a su vez había instalado a su hermano José Bonaparte, conocido por el apodo de Pepe Botella, como rey de España. Al mismo tiempo, el ideal independentista cobraba fuerzas impulsado tanto por ideas ilustradas y liberales como por el desarrollo de sectores sociales locales independientes del patronazgo real o de su nacimiento en la península.

## Corrientes políticas
Así, tres grandes corrientes comenzaban a dibujarse:
- Una que puede ser llamada monarquista conservadora o pro o proto-persa que sugería que Chile era colonia no solo del rey sino de España y por lo tanto debía lealtad absoluta no solo al rey y sus autoridades sino también a las autoridades españolas, cualquiera que estas fueran (representada a nivel local por la Real Audiencia de Chile y el Virreinato del Perú).
- Otra que puede ser llamada "conciliacionista progresista" o "autonomista" afirmaba que si bien Chile le debía lealtad al Rey, esto no era a través de autoridades intermedias, dado que Carlos III de España mismo declaró en 1798 que Chile era independiente del virreinato "como siempre debió entenderse" y por lo tanto tenía derecho, al igual que cualquier región o provincia de España, a escoger un gobierno de su confianza (similar en forma a las Juntas que se estaban creando en España) y representantes a las Cortes de Cádiz (con dos ramas: una "patriótica monárquica" que sugería concentrarse en prestar el máximo de ayuda a la Guerra de la Independencia española y la otra, más "autonomista", que sugería que esta era una buena oportunidad para establecer un Nuevo Régimen que se entendía como una monarquía constitucional basada en la restauración borbónica), pero dando expresión a la desconfianza liberal a poderes centrales fuertes; y
- Una corriente independentista (llamada en aquellos días "los exaltados"), en su mayoría criollos, que afirmaban que la lealtad se había dado a un rey libre, pero ahora que esa persona se encontraba prisionera la soberanía revertía al pueblo,[8] que incluía un elemento llamado jacobino que era decididamente "republicano".[nota 1]

## Desigualdad en la sociedad chilena
Hay que considerar que lo anterior se sobreponía u ocultaba otro aspecto fundamental de la realidad social colonial: solo los españoles de nacimiento (o chapetones, como eran conocidos en Sudamérica) tenían acceso a las instituciones de poder, el que les estaba negado incluso a sus descendientes directos, por mucho que estos se considerasen súbditos leales. De acuerdo a descripciones de la época hacia el final del período colonial, cuando la población "del reino" alcanzaba medio millón de habitantes, sin contar la población indígena, aproximadamente 300 000 eran mestizos, 150 000 criollos (es decir, descendientes directos de españoles) y solo alrededor de 20 000 eran peninsulares, los que, junto con las autoridades nombradas por el rey o sus representantes y un puñado de nobles y encomenderos, eran los que en la práctica constituían la clase en cuyo beneficio el país funcionaba (véase también La Colonia).

## Independentismo, Republicanismo, Democracia
Es necesario recordar además que independentismo no es ni era equivalente de republicanismo ni implica que se era o es partidario de la democracia. También es conveniente tener presente que mucha gente vacilaba entre esas posiciones o tenía visiones intermedias. Especialmente, entre los "liberales" y los "exaltados", había aquellos que vacilaban entre un gobierno democrático y alguna forma de monarquía constitucional.
En consecuencia, no era evidente cuál era la mejor solución a la situación, ya sea política o legalmente hablando. Después de muchas vacilaciones, Mateo de Toro y Zambrano accedió a convocar un cabildo abierto para todos los jefes de cuerpos militares y religiosos, prelados y "vecinos nobles" de Santiago, para el día 18 de septiembre de 1810, conocido como el día de la Primera Junta de Gobierno de Chile.

## Patria Vieja en Chile

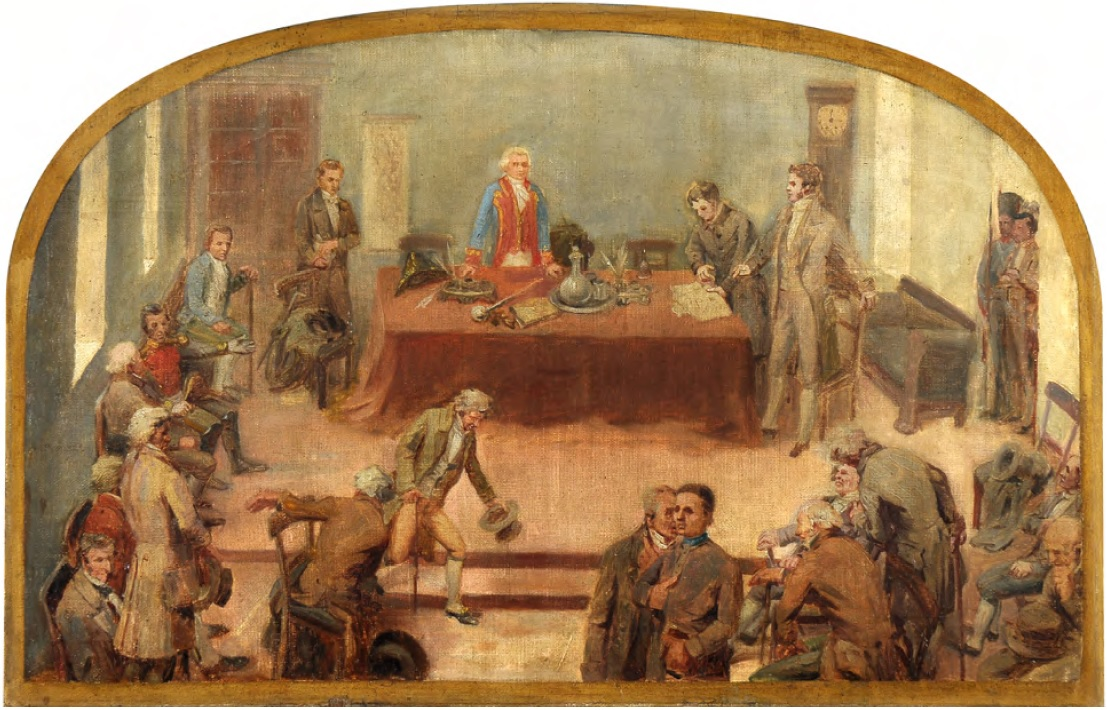
Primera Junta de Gobierno.

En la sesión del 18 de septiembre de 1810, los juntistas gritaron a voz en cuello: "¡Junta queremos! ¡Junta queremos!". El anciano Mateo De Toro y Zambrano (a la sazón de 82 años) accedió y entregó el bastón ceremonial, agregando: "He aquí el bastón. Disponed de él y del mando". Siete de los más notables vecinos de Santiago fueron elegidos a la Junta de Gobierno, incluyendo a Mateo de Toro Zambrano como presidente.
La junta reconoció explícitamente la soberanía de Fernando VII. La Real Audiencia de Santiago continuó dispensando justicia en su nombre y los funcionarios del antiguo régimen (incluyendo los cargos militares) fueron confirmados en sus posiciones. La junta incluso reconoció formalmente el Supremo Consejo de Regencia de Cádiz y justificó su constitución notando "que la misma Regencia con su manifiesto de catorce de febrero último, ha remitido el de la instalación de la Junta de Cádiz, advirtiendo a las Américas que ésta podrá servir de modelo a los pueblos que quieran elegirse un Gobierno representativo digno de su confianza" (Acta de Instalación de la Excelentísima Junta de Gobierno). Ningún español o criollo, conformista o no, sufrió como consecuencia de sus ideales políticos. De esta manera, comenzó la Patria Vieja.
Sin embargo esa situación era más bien confusa y no contemplaba ni resolvía el otro problema de fondo: la exclusión de la vida política de muchos del sector criollo y la totalidad del mestizaje (La población indígena no era considerada en absoluto). De hecho, el "electorado" de la época se restringía, de acuerdo al sistema político y legal de la época, al "vecindario noble", sector constituido en su mayoría por aquellos nacidos en España, los que se consideraban miembros de la nobleza y los miembros del aparato administrativo colonial a nivel local. Abusando imprudentemente de ese privilegio, el sector monarquista no creyó necesario contemplar las aspiraciones de los criollos o buscar un consenso, lo que produjo una agudización de los sentimientos "exaltados" de ese sector. Esta situación se hizo obvia con la muerte de Toro y Zambrano (fines de febrero de 1811), lo que permitió que Juan Martínez de Rozas, quien llegó a ser visto como líder de los criollos, aumentara su poder, lo que le permitió promover otros criollos a posiciones de autoridad y solicitar ayuda militar a las Provincias Unidas del Río de la Plata en su lucha contra la monarquía.
Bajo la influencia de Martínez de Rozas y alegando que la Junta representaba solo a los vecinos de Santiago, se convocó a elecciones para designar un Congreso Nacional. Sin embargo, y a pesar de la creciente influencia del criollismo, el sentir general todavía era de la tendencia moderada que se había hecho sentir en la elección y primeros actos de la Junta. Siendo así las cosas, es posible que la situación política se hubiera consolidado en ese compromiso, por lo menos hasta el fin de las guerras napoleónicas.
Pero la Real Audiencia consideró que la situación en general y la elección en particular eran anti-monárquicas y conspiró con el coronel realista Tomás de Figueroa, comandante de las tropas, quien el 1 de abril de 1811 se sublevó con la intención de disolver la Junta e impedir las elecciones al Congreso. El suceso, conocido como "Motín de Figueroa", enfrentó las tropas de este con las del recién formado Granaderos N.º 1 al mando de Juan Mackenna, batiéndose en la plaza de Armas de Santiago por lo que constituye el primer combate por la independencia de Chile.
El motín terminó con 56 muertos y el coronel apresado, enjuiciado sumariamente y fusilado. La Real Audiencia fue disuelta y reemplazada con una Cámara de Apelaciones. Continuando con el espíritu conciliador que había caracterizado el movimiento, los miembros de la audiencia no fueron ni privados de su libertad ni de sus bienes. Sin embargo, mucha de la población que permanecía indecisa culpó al partido monarquista de la situación y este perdió apoyo, con el resultado que en las elecciones para el Congreso los monarquistas se sumaron a la mayoría de los conciliacionistas, y, abusando del sistema, eligieron a la totalidad de los candidatos monarquista y moderados, alrededor de las propuestas a instaurar un gobierno local leal a la monarquía pero con alguna autonomía y ayudar a España en su guerra de independencia. Los exaltados, que predicaban la independencia de Chile, quedaron en minoría pero con una creciente representación en el sector criollo y mestizo. Los problemas de fondo todavía permanecían no resueltos.
Los primeros debates del primer congreso, instaurado el 4 de julio de 1811, fueron expresión de esa situación, centrándose en dos áreas principales: el hecho que por Santiago se habían elegido a 12 diputados (cuando la convocación original fue por 6 por provincia) y una petición de la Regencia que Chile contribuyera a los gastos de la guerra contra Napoleón. Los “exaltados” lograron evitar esa remisión, argumentando que el país era pobre y necesitaba los caudales. Sin embargo, su propuesta de reconocer a Coquimbo como provincia con el derecho a elegir seis diputados fue rechazada.
Esto llevó a dos movimientos con intenciones similares pero independientes entre sí. El 4 de septiembre de 1811, tuvo lugar el Primer golpe de Carrera, quien -con solo 26 años- buscaba remover del congreso a los sectores partidarios del antiguo régimen. Al día siguiente, en la que fue conocida como la Revolución del 5 de septiembre, un cabildo abierto, organizado por los exaltados de Concepción, liderados por Juan Martínez de Rozas reemplaza a los antiguos diputados de la provincia, eligiendo “independentistas” en su lugar.
Lo anterior dejó al congreso con una mayoría más progresista, dando lugar a una expresión más fuerte del nuevo espíritu ilustrado y liberal, pero aún no dispuesta a declarar formalmente la independencia. Se reafirmó el sentido general de lealtad al rey de la proclamación original de la Junta. Al mismo tiempo se proclamó la libertad de comercio (con algunas excepciones a favor de los tejidos) y se reformaron los Cabildos decretándose que los cargos de regidores y otros (antiguamente obtenidos en remate público) serían cargos de elección. Algunos puestos de administración pública considerados inútiles fueron abolidos y el salario del resto disminuido. Se decretó la libertad de prensa y se estableció que el clero sería pagado por el fisco (prohibiéndose que cobraran al público por sus servicios). Se ordenó el establecimiento de una fábrica de armamentos y otras instituciones necesarias -incluyendo la breve publicación de lo que posiblemente fue el primer periódico de Chile: "El Despertador Americano" -, dudándose incluso si llegó a imprimirse algún número, por lo que "La Aurora de Chile" continúa siendo el más antiguo periódico de Chile.
Finalmente, fue el primer cuerpo legislativo en América que tomó pasos graduales pero prácticos para eliminar la esclavitud a nivel nacional (los hijos de esclavos nacidos después de la fecha de su primera reunión fueron considerados personas libres (libertad de vientres), como lo serían los esclavos que ingresaran al país después de permanecer en el algún tiempo, etc. (Ver abolicionismo). Poco de esto era diferente o contrario, como se ha notado, a los principios de la ilustración española, principios que hasta hacía poco los mismos Borbones habían promovido en España.
No obstante, y dadas las diferentes ideas acerca del mejor camino a tomar (ya sea como país relacionado de alguna manera a la Corona de España o como independiente), existía un clima de mucho recelo e inseguridad frente a las intenciones de los demás. Muchos no querían el poder absoluto de un rey que veían como extranjero y lejano pero otros temían que una democracia llevaría inevitablemente a la anarquía que terminaría con una dictadura al estilo de Napoleón. Algunos eran partidarios de un estado unitario mientras otros temían un poder central fuerte y buscaban un sistema descentralizado o regionalista. No faltaban los que veían en la "lealtad" a un rey prisionero una manera de volver a implementar las costumbres y leyes autárquicas que habían dado hasta no hacía mucho (1791) a los encomenderos poder absoluto en sus tierras, mientras otros buscaban promover los nuevos ideales del progreso a través de la educación generalizada y una legislación moderna y justa. etc. (ver, por ejemplo, Manuel de Salas)

### Segunda Intervención de los hermanos Carrera

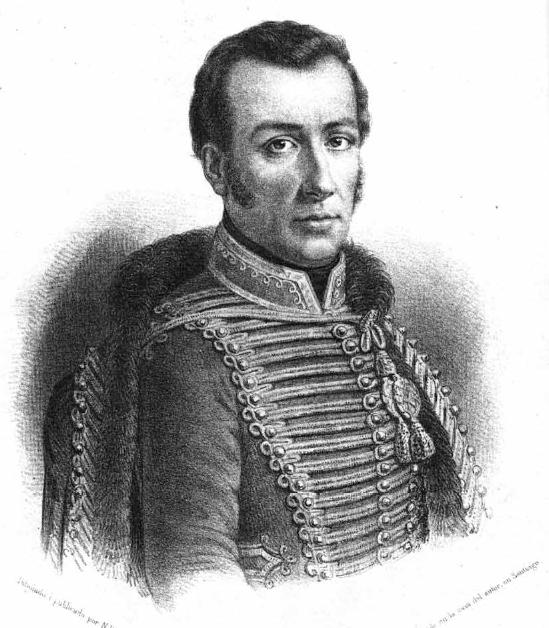
José Miguel Carrera.

Esos debates más un desacuerdo con el sector políticamente dominante dentro de ese congreso (la rama de Los Ochocientos de la familia Larraín), dieron lugar a que el 15 de noviembre de 1811, José Miguel Carrera (argumentando que el país no tenía las condiciones necesarias para una división de poderes en ramas ejecutiva y legislativa) diera otro golpe de Estado que, empezando con un triunvirato, terminó dejándole el poder total.
El gobierno carrerino es generalmente visto como derechamente independentista (dado que ese era el fin proclamado por él) sin embargo el punto es debatible: a pesar de que el Reglamento Constitucional Provisorio de 1812 (publicado el 27 de octubre de 1812), estipula que "ningún decreto, institución u orden que emane fuera del territorio de Chile tendrá efecto alguno, y los que intentaren darle valor serán castigados como reos del Estado", el documento empieza estableciendo específicamente que Chile reconoce que "Su Rey es Fernando VII".
Esto no es dudar de las intenciones independentistas de Carrera sino ponerlas en el contexto político de la época, más complejo que lo que generalmente se percibe. Es probable que Carrera haya sido influido por las discusiones de la época en la península-preocupaciones con las que era familiar dado sus estudios y carrera militar en ella, especialmente su estadía en Cádiz, lugar donde residía en esos días el hermanastro de un gran amigo suyo (ver Joaquín Fernández de Leiva) El Reglamento continúa con la afirmación de que el Rey "aceptará nuestra Constitución en el modo mismo que la de la Península. A su nombre gobernará la Junta Superior Gubernativa establecida en la capital, estando a su cargo el régimen interior y las relaciones exteriores (...)".
Adicionalmente, y en relación con el otro problema de fondo, el Reglamente Provisional establece (artículo 24) que "Todo habitante libre de Chile es igual de derecho". Esa declaración termina con el régimen de privilegios en favor de los peninsulares, una de las motivaciones más sentidas del sector "exaltado" -especialmente los criollos y los mestizos (véase también Estatutos de limpieza de sangre) - pero excluye tanto a los esclavos como a los indígenas. Es, además, ambigua en relación con la nobleza (Carrera acusó, mucho después, a O'Higgins de jacobino cuando este la abolió)
Así pues, en el contexto de la época, el Reglamento Constitucional puede verse simplemente como una declaración "consensualista" o "autonomista", buscando satisfacer algunas de las aspiraciones pero al mismo tiempo marginando del gobierno por un lado -con anterioridad- al sector monarquista más duro y, por el otro -posteriormente- al sector más "exaltado" a fin de establecer en Chile, basado en una reafirmación de la validez del edicto de Carlos III, una "monarquía parlamentaria", con una relación directa e independiente de otras instituciones con la corona. Algo que, de haberse transformado en realidad, habría producido quizás un sistema similar a la actual Mancomunidad Británica de Naciones (ver La Pepa una constitución para América - consecuencias de su abolición). Sin embargo, es innegable que su intervención aceleró el movimiento hacia la independencia.
En todo caso, parece obvio que Carrera se dio cuenta de que para moverse en esa dirección se necesitaba tanto una identidad nacional diferente a la de ser español o súbdito de España como de un sector políticamente activo más amplio que el acostumbrado "vecindario noble" que hasta entonces había sido el motor del proceso independentista (lo que llegó a ser conocido como opinión ilustrada), lo que a su vez requería de una serie de medidas e instituciones progresistas. Con ese fin, Carrera estableció los primeros emblemas patrios: la bandera, escudo y escarapela de la Patria Vieja. Publicó la Aurora de Chile, el primer periódico chileno, en el cual su primer director, el fray Camilo Henríquez hizo circular, con la colaboración de personas como Antonio José de Irisarri y Bernardo de Vera y Pintado las ideas independentistas y de la ilustración. Estableció la Junta de Vacuna y elaboró el proyecto de una Sociedad Filantrópica de Amigos del País. Al mismo tiempo buscó reconocimiento internacional para la posición de Chile, lo que fue facilitado por la decisión de EE. UU. de mandar un "ministro" o cónsul (Joel Robert Poinsett), quien estableció estrechas relaciones con Carrera. Esto fue importante no solo prácticamente para Chile, sino para el futuro desarrollo político de Carrera, ya que establecía un vínculo directo con el liberalismo y el sistema de gobierno estadounidense desde los principios de la creación del país. Finalmente, Carrera fundó el Instituto Nacional, la Biblioteca Nacional y abrió la educación a las mujeres.
Pero tales reformas independentistas o ilustradas no clarifican cuál es el carácter del gobierno que J. M. Carrera buscaba o en cual posición se veía el mismo, situación que es siempre preocupante en un régimen militar. El artículo 4.º del Reglamento de 1812 establece que se reconocía la legitimidad del gobierno de la época, y que sus reemplazos serán elegidos "en caso de muerte o renuncia". La implicación obvia es que José Miguel Carrera se consideraba "elegido" de por vida.
Esa preocupación se hizo significativa, especialmente entre los miembros de la Logia lautarina, cuando en mayo de 1812 (mientras se preparaba el nuevo arreglo constitucional) Camilo Henríquez (quien estaba a cargo de elaborar ese Reglamento Constitucional) publicó en la Aurora de Chile, un artículo en el cual parecía sugerir como la mejor forma de gobierno una mezcla entre el federalismo de EE. UU. y una monarquía al estilo inglés, pero más "dura" (en que sugiere que el poder ejecutivo, y por ende, sobre el ejército, debe residir en el monarca):
"El gobierno británico es un medio entre la monarquía, que se encamina a la arbitrariedad, la democracia, que termina en la anarquía, y la aristocracia, que es el más inmoral de los gobiernos, y el más incompatible con la felicidad pública. Es pues un gobierno mixto en que estos tres sistemas se templan, se observan, se reprimen. Su acción y reacción establece un equilibrio en que nace la libertad. El poder ejecutivo reside en el monarca." (....)"
La inquietud aumentó cuando, posteriormente, el gobierno carrerino prohibió críticas al gobierno, primero en noviembre de 1812 bajo pena de expulsión y exilio y después el 22 de marzo de 1813 bajo pena de muerte. Al mismo tiempo advirtió públicamente de castigos a "algunos jóvenes de inmoderado patriotismo" y prometía que "todo individuo podrá quejarse o delatar; se le hará justicia y guardará secreto." Estos actos comenzaban a parecerse a los de la carrera de Napoleón quien, proclamándose defensor de la voluntad ciudadana, llegó a reprimirla duramente cuando se declaró emperador en 1804.
Las acciones de los Carrera, especialmente su manera de obtener el poder, y presumidas intenciones, intimidaron a muchos ciudadanos, tanto en el bando independentista como en el conciliador. Los Carrera no pudieron obtener apoyo más amplio a sus posiciones, lo que no fue ayudado por disputas entre ellos mismos (aparentemente por asuntos de precedencia familiar: el hermano mayor no era quien estaba al mando) que ocasionaron incluso el alejamiento temporal de uno de los hermanos del gobierno, durante el cual hubo muchas acusaciones de traición y amenazas de soluciones armadas a los problemas. Aún peor, los desacuerdos políticos debilitaron política y militarmente la causa patriótica, específicamente, debido a que la Junta Provincial de Concepción, desconoció la legitimidad de la nueva Junta liderada por Carrera (hasta julio de 1812) lo que produjo temores de una guerra civil.

### Primeras campañas de la independencia

Bandera de la Patria Vieja

La situación inquietó no solo a los chilenos, sino también al Virrey del Perú, José Fernando de Abascal y Sousa, Marqués de la Concordia (1806-1816), quien vio al mismo tiempo una oportunidad en la situación: las acciones de los Carrera habían ocasionado que la guarnición de Valdivia terminara por ponerse a las órdenes del virreinato; los miembros de la Junta de Concepción, que fue disuelta, fueron confinados cerca de Santiago, lo que fortaleció la posición de las autoridades anteriores en las provincias del sur, en su mayoría monarquistas. Abascal envió una expedición militar a cargo del militar peninsular Antonio Pareja. Este desembarcó, a comienzos de 1813, en Concepción, donde sus tropas fueron recibidas con los brazos abiertos por el gobernador de la ciudad, un español nombrado en el cargo durante la colonia y mantenido en el cargo por el gobierno carrerino. (ver Barros Arana). La guerra por la independencia chilena había comenzado.
Sin embargo Pareja fracasó en su empeño, perdiendo todos los encuentros armados importantes y siendo cercado en Chillán, donde murió de pulmonía, así que fue reemplazado con la expedición comandada por Gabino Gaínza. La desacertada conducción militar de Carrera (que fue tomado prisionero) le permitió a su rival, el republicano Bernardo O'Higgins, elevarse y pasar a tener el mando supremo de las fuerzas patriotas. El gobierno civil reasumió su funcionamiento.
La campaña militar continuó bajo el mando de O'Higgins (quien asumió el comando el 24 de noviembre de 1813). Gaínza, creyendo que las fuerzas patriotas serían incapaces de detenerlo debido a la falta de caballería, decidió atacar Santiago rápida y directamente, y logró cruzar el río Maule antes que O'Higgins. Este sin embargo, con una táctica remarcable, logró cruzar el río Claro -un afluente del Maule- antes que Gaínza y atrincherándose en la hacienda Quechereguas, posicionó sus fuerzas y las de Juan Mackenna, de manera tal que le cortó el paso tanto hacia Santiago como hacia Concepción. Gaínza se vio forzado a atrincherarse en Talca donde, desprovisto de pertrechos para un sitio, se preveía su derrota.
Frente a esto, el Virrey ofreció términos: paso libre a Gaínza y sus tropas a Talcahuano, desde donde se embarcarían en un plazo de treinta días al Perú, dejando todas las fortificaciones en el estado en que las habían encontrado. El virreinato dejaría de intervenir, pero el gobierno de Chile debía comprometerse a mandar representantes a las Cortes de Cádiz establecidas en España durante el cautiverio de Fernando VII y aceptarlas como gobierno legítimo. El 5 de mayo de 1814 el Tratado de Lircay fue aceptado por las dos partes. Los prisioneros fueron liberados y se intercambiaron rehenes. Durante este intercambio O'Higgins mismo se ofreció como tal, pero esto no se concretó. Conviene considerar la siguiente coincidencia: el día anterior, 4 de mayo de 1814, Fernando VII promulgó un decreto que restablecía la Monarquía absoluta en España y declaraba nulo y sin efecto alguno toda la obra de las Cortes de Cádiz. Por extensión ese decreto implica que todas la propuestas conciliacionistas serían invalidas o en vano. Eso incluye el tratado mismo, que establece que el gobierno de Chile reconoce la autoridad de la misma institución que Fernando acaba de declarar nula. Obviamente esto no se conocía en América Latina en aquellas fechas.
Al mismo tiempo, en Chile, los sentimientos políticos habían cambiado como consecuencia de la guerra. Las ideas independentistas habían ganado aceptación y muchos percibieron el Tratado como una oportunidad perdida de lograr la independencia de una vez por todas. Los Carrera fueron liberados por lo realistas como una forma de sembrar la discordia entre los patriotas, cosa que lograron, ya que éstos tomaron ventaja de esta frustración y el 23 de julio dieron un nuevo golpe y se apoderaron del poder.

### Campaña de Osorio y fin de la Patria Vieja
Esta vez el recelo de sectores de la población a las intenciones de los Carrera se concretó. Parte del gobierno civil escapó a Talca, donde solicitaron a O'Higgins que restableciera el gobierno democrático. La guerra civil parecía inminente, dado que los primeros golpes ya habían tenido lugar en el Combate de las Tres Acequias donde las tropas opuestas se enfrentaron cerca de Santiago, con una victoria relativa para Luis Carrera sobre O'Higgins. En ese entonces un mensajero llegó con una carta oficial de Abascal, el Virrey del Perú, fechada el 28 de agosto de 1814.
En ese documento se hizo evidente que Abascal se negaba a reconocer los términos del tratado y continuaba afirmando que la única solución era la rendición incondicional a las fuerzas de una nueva expedición militar, bajo el mando del General Mariano Osorio; ya que en caso contrario este llegaría "con la espada y el fuego, a no dejar piedra sobre piedra, en los pueblos que sordos a mi voz quieran seguir su propia ciega voluntad".
Es de notar que tales amenazas venían en una carta de Osorio (dirigida "A los que mandan en Chile") fechada el 20 de agosto y que daba un plazo perentorio de diez días para tal rendición. En otras palabras, a la fecha que el documento fue recibido, el plazo estaba ya vencido, no quedando otro recurso que la guerra. En el lado español solo Gaínza quedó con algún honor, dado que efectivamente se retiró al Perú, pero aún él rompió su palabra, dado que con varias excusas se mantuvo en Talcahuano por más de los dos meses que se habían acordado como plazo para la partida de él y sus tropas, hasta la llegada de Osorio y sus refuerzos. La estratagema de Abascal fue tan bien organizada, que esas tropas ya se encontraban a las alturas de San Fernando, alrededor de 120 kilómetros al sur de Santiago, cuando los documentos fueron recibidos.
Dada la nueva situación, los patriotas (porque a pesar de sus diferencias tanto O'Higgins como los Carrera buscaban la independencia) aunaron fuerzas y O'Higgins se puso al mando de las fuerzas de Carrera. Sin embargo, diferencias estratégicas (y posiblemente personales) se hicieron sentir casi inmediatamente. O'Higgins era partidario de dar batalla en la rivera del Cachapoal, mientras los Carrera preferían la Angostura de Paine. Ambos planes buscaban dar tiempo para reformar los regimientos que habían sido desbandados después del Tratado de Lircay. Dada la cercanía de Osorio, ese tiempo era esencial. Se llegó a un acuerdo general: O'Higgins, con sus 900 hombres, trataría de impedir el paso del Cachapoal a Osorio y sus más de 4 000 soldados, replegándose hacia Angostura si fuera necesario con el apoyo de las tropas al mando de Luis Carrera, mientras José Miguel Carrera organizaba la defensa en Santiago.
O'Higgins no pudo detener a Osorio en la ribera del Cachapoal y se vio obligado a retroceder a Rancagua donde se atrincheró, uniéndose a una facción al mando de Juan José Carrera. Curiosamente, a este correspondía el mando, por ser de mayor graduación que O'Higgins, pero se lo entregó a él y se quedó en la iglesia de Rancagua.
El plan era dar a las tropas comandadas por Luis Carrera (1500 en número) la oportunidad de atacar a los españoles por la espalda. Sin embargo, José Miguel Carrera, quien tomo comando directo, ya sea malinterpretó la situación o estaba a la espera del repliegue hacia Angostura y, a pesar de que llegó a avanzar hasta muy cerca del combate, que duró dos días, no intervino. De acuerdo a fuentes independientes, ese avance ocasionó que Osorio diera la orden de retirada, orden que fue rescindida cuando el ataque de Carrera no se concretó. El resultado fue el Desastre de Rancagua (1 al 2 de octubre de 1814). donde los peruanos realistas ocuparon recuperando su capitanía por 3 años.Los abusos no fueron pocos y contempla una historia trágica para la capitanía peruana (Capitanía General de Chile) - 
El Desastre de Rancagua causó pánico en Santiago. Los planes para defender Angostura y Santiago mismo fueron olvidados y la población patriota y el gobierno abandonaron la ciudad para escapar hacia Argentina, acompañados por algunos de los juntistas conciliacionistas temerosos de represalias. El resto de los monarquistas se prepararon a recibir con brazos abiertos a las fuerzas de Osorio. Estos, como los monarquistas en Rancagua -que habían dado ayuda a las fuerzas españolas- pronto se dieron cuenta de su error. Las tropas españolas realmente habían venido con intenciones de escarmiento. Y los que sufrieron las peores deprecaciones fueron los que estaban presentes cuando esas tropas entraban a las ciudades reconquistadas.
Así terminó el período llamado la Patria Vieja, no solo con un desastre militar, sino con un desastre que puso fin por un lado a la posibilidad de un acuerdo entre la capitanía peruana y la monarquía española (virraynato del Perú) decimonónica, y por el otro a las ambiciones políticas de los Carrera. Ese desastre también enterró, aún antes de nacer, la posibilidad del federalismo o monarquía constitucional (si es que alguien las buscaba) en Chile.

## Plan Absolutista

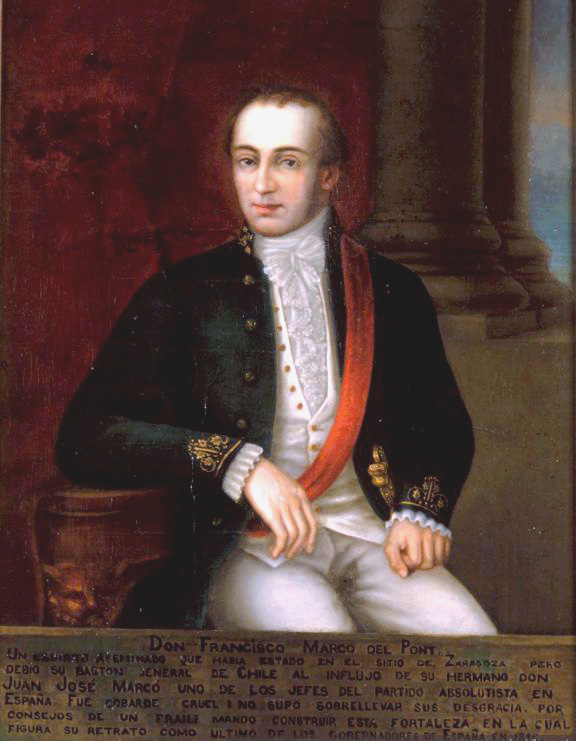
Casimiro Marcó del Pont.

El Virrey Abascal confirmó a Mariano Osorio como gobernador de Chile, pero en 1815 una disputa entre Osorio y Abascal causó a la remoción del primero, siendo nombrado gobernador Casimiro Marcó del Pont. Los monarquistas, continuando con la política que practicaron contra las juntas peninsulares y los llamados afrancesados (término que incluyó a los "liberales") después de la restauración de Fernando VII (Rey que comenzó siendo llamado "El Deseado" y terminó conocido como "El Felón"), estimaron necesario administrar un buen escarmiento a la población en general, por lo que comenzó una persecución política a cargo de un Tribunal de Vigilancia, encabezada por el capitán del Regimiento Talavera de la Reina, Vicente San Bruno. Estos fueron los tiempos que reputadamente llevaron a Talleyrand a observar que los borbones recordaban todo, pero no aprendían nada.
Abusos de todo tipo, incluyendo violaciones y asesinatos, fueron practicados sistemáticamente por los de Talavera. El gobierno monarquista ofreció una amnistía, pero exilió al archipiélago Juan Fernández a los que la aceptaron, en su mayoría miembros del bando conciliacionista, entre ellos varios miembros de la Junta de 1810, incluyendo ancianos y enfermos. Los "infidentes", como se llamaba a los patriotas o a aquellos bajo sospecha de serlo, que no se presentaron voluntariamente, fueron apresados y encerrados en la cárcel de Santiago, siendo asesinados a mansalva. Esto y otras cosas semejantes, lejos de extinguir los deseos por libertad y justicia, los exacerbaron e incluso hasta los más moderados decidieron que ya era suficiente, que frente a esa España absolutista no quedaba otra cosa que la sumisión absoluta o la independencia.

## Plan de Reconquista

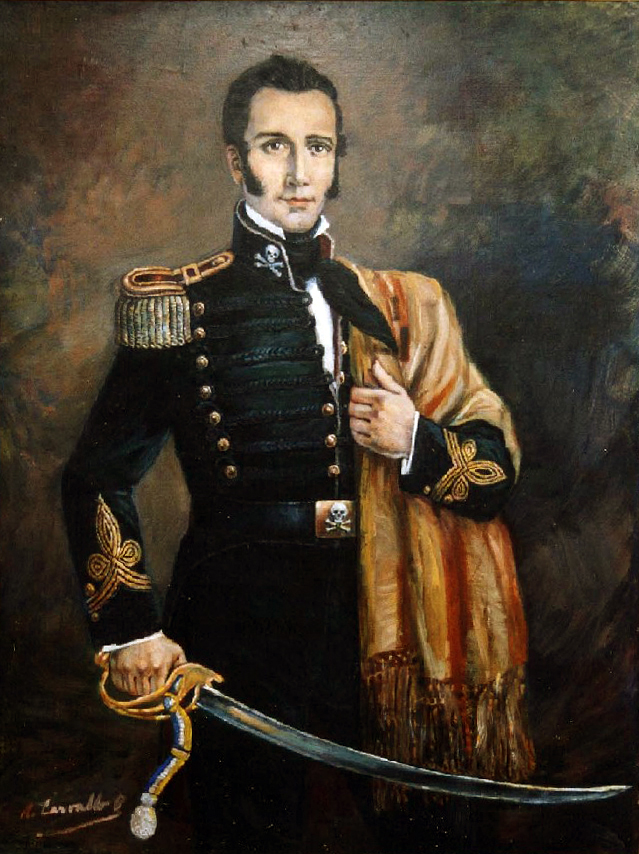
Manuel Rodríguez.

Un buen grupo de patriotas (entre ellos Carrera y O'Higgins) ya se encontraban exiliados en Mendoza (Argentina), en donde era gobernador José de San Martín. Este favoreció inmediatamente a O'Higgins, probablemente por las conexiones de ambos con la Logia Lautaro, que trabajó a nivel hispanoamericano para obtener la independencia, como también como por el desprestigio sufrido por los Carrera a partir del desastre de Rancagua y, final y quizás principalmente, debido a una serie de actitudes por parte de los Carrera que fueron interpretadas como una tentativa de desconocer las autoridades argentinas en general y la de San Martín en particular (Ver, por ejemplo, Barros Arana. Historia General de Chile. Tomo 10, capítulo III, puntos 4,5,6,7. pps 135-150 aprox.) El sino de Carrera iría cada vez peor, y finalmente terminó por ser fusilado en 1821.
(Hay antecedentes más modernos que implican que San Martín y Carrera se conocían ya desde la estadía de ambos en España al inicio de las guerras napoleónicas, situación en que, queriendo J.M. Carrera cambiarse de unidad militar -para poder combatir en el frente- incurrió en una falta y fue detenido: el oficial a cargo de su arresto habría sido el propio José de San Martín [cita requerida]. A la postre, Carrera lograría combatir y se distinguió en batalla, al igual que el argentino).
Pero además, para ese momento San Martín preparaba un plan de invasión al Perú a través de Chile. Con la derrota del movimiento independentista en Chile San Martín debía ahora pensar en la necesidad de liberar Chile para poder ahora alcanzar Lima. Para la organización del ejército contaba ahora con parte de los patriotas chilenos emigrados liderados por O'Higgins, quien se incorporó al ejército de los Andes como Brigadier. El historiador chileno P. Guzmán en su libro "Historia de Chile" (tomo I, pág. 400) se refiere con detalle a la empresa emancipadora: 

"Apenas se reunieron en Mendoza los fugitivos chilenos, cuando trataron de poner en planta el grandioso proyecto de recuperar su amada patria; pero no correspondiendo su actual invalidez á sus ardientes deseos, ocurrieron al supremo gobierno de Buenos Aires, que en aquella sazon desempeñaba D. Ignacio Alvarez y sucesivamente ocupó el señor de Pueyrredón, solicitando sus auxilios y poderosa protección para lograr tan grande empresa. Compadecida la superioridad argentina de la triste situacion de los Chilenos, libró con generosidad oportunas providencias, de Mendoza, el Sr. D. José de San Martin, la organización de las tropas y nombrándole al mismo tiempo de General en Jefe de aquella expedición.
No se engañó ciertamente en la elección de nuestro general el excmo. gobierno de Buenos Aires, y sin duda le eligió para caudillo por hallarse penetrado de antemano de su pericia y talentos militares que había perfeccionado en la guerra de la Península, en donde se había distinguido entre los mas sobresalientes oficiales. En efecto, luego que se le confirió el cargo de general de la nueva expedicion, se dedicó Su Excelencia á formar algunas compañías de reclutas, y se ocupó con tanto empeño en disciplinar su gente, que en breve tiempo pudo formar un ejército capaz de medir sus fuerzas con el realista de Chile, con solo el corto refuerzo de cuatrocientos cincuenta hombres del batallon n.º 1 y doscientos del regimiento de granaderos de á caballo que le vinieron de Buenos Aires.
Las noticias de estos preparativos de guerra en Mendoza aunque llegaron á Santiago, se burlaban los realistas del proyecto y lo atribuían unos á falta de verdad y otros á un delirio imaginario en la fantasía de los prófugos; sin embargo, adquiriendo Marcó después por sus espías mas individuales noticias que le aseguraron la verdad, le pusieron en gran cuidado y no menor confusión, pues no sabia el punto fijo por dónde debía venir el ejército restaurador. Constaba este entonces de cerca de cuatro mil hombres de tropas de línea, cuando las fuerzas realistas del de Marcó ascendían á siete mil seiscientas y trece plazas sin contar las milicias armadas y contadas á sueldo. Para contrapesar la desigualdad de fuerzas, se propuso el general San Martin obligar á Marcó á dividir las suyas por medio de un ardid de guerra.

Como parte de la llamada "Guerra de Zapa" se le encargó al abogado Manuel Rodríguez Erdoíza, iniciar una serie de actividades guerrilleras que inquietaran a los realistas, pusieran en ridículo a San Bruno, y levantaran la moral patriota. De esta manera, Rodríguez se transformó en una suerte de héroe romántico de la independencia y reconocido por el pueblo el cual lo protegía y le daba apoyo y cariño. Una de sus más celebradas hazañas -probablemente fantástica pero fuertemente arraigada en el alma popular- fue disfrazarse de mendigo y obtener una moneda en caridad de parte del propio gobernador Marcó del Pont, quien había puesto precio a la cabeza de Rodríguez: más tarde se la devolvió con una nota satírica. Rodríguez continuó sus guerrillas por todos los rincones del país, enviándole información a San Martín sobre el estado de las fuerzas españolas y sin ser capturado hasta que el ejército realista se viera demasiado cansado y reducido. El grupo de guerrilleros armados de Manuel Rodríguez estuvo formado principalmente por la banda de bandoleros de José Miguel Neira, quien se convertiría también en un patriota.
En diciembre de 1816 el Ejército de los Andes completó su formación y en enero de 1817, con el aval del Director Supremo de las Provincias Unidas del Río de la Plata, Juan Martín de Pueyrredón, comenzó el Cruce de los Andes para liberar Chile. Cruzando la cordillera por varios pasos (ver Rutas sanmartinianas): más de 4.000 hombres con caballería y artillería, sin bajas y a más de cuatro mil metros de altura completan la hazaña. El ejército se reunió el 8 de febrero en el poblado de Curimón, donde la orden franciscana facilitó los jardines interiores de su convento, en el valle de Aconcagua al norte de Santiago.
El 12 de febrero se inició la Batalla de Chacabuco. En ella midieron sus fuerzas el ejército de los Andes de San Martín, y el realista de Rafael Maroto, quien sufrió una decisiva derrota. Otra carga épica de O'Higgins, seguido por los batallones de "negros" -entre los que abundaban los soldados de esa etnia y los mestizos y mulatos- rompió las líneas del odiado Regimiento Talaveras y bate la resistencia realista. Capturado en el Campo de batalla, el tristemente célebre capitán San Bruno es sumariamente juzgado y ajusticiado.
La batalla permitió a los patriotas instalarse en Santiago. Reunida la asamblea bajo la presidencia del gobernador Francisco Ruiz Tagle, elegido interinamente por el pueblo al tiempo de la fuga de Marcó del Pont, los concurrentes declararon por aclamación que a la voluntad unánime era nombrar a José de San Martín gobernador de Chile con omnímoda facultad, y así lo hicieron constar en el acta que se levantó y todos firmaron ante escribano público. El general, fiel a sus instrucciones, y a su plan político, se negó a aceptar el mando que se le ofreció, ("Chile debe ser gobernado por un chileno") y convocó por intermedio del Cabildo una nueva asamblea popular a que concurrieron 210 vecinos notables. El auditor del ejército de los Andes, Dr. Bernardo de Vera y Pintado, reiteró públicamente la renuncia de San Martín, y fue aclamado en el acto el general O’Higgins Director Supremo del Estado de Chile, declarando Vera que la elección era del agrado del general San Martín
El nuevo Director nombró por ministro del interior a Miguel Zañartu, de sólido carácter y decidido partidario de la alianza chileno-argentina, y en el departamento de guerra y marina al teniente coronel José Ignacio Zenteno, secretario de San Martín. Su primer acto de gobierno, el 17 de febrero de 1817, fue dirigirse al pueblo en una proclama con alusión honorífica a las Provincias Unidas y a San Martín: Instituto Nacional San Martiniano.

"Ciudadanos: elevado por vuestra generosidad al mando supremo de que jamás pude considerarme digno es una de mis primeras obligaciones recordaros la mas sagrada que debe fijarse en vuestro corazón. Nuestros amigos los hijos de las Provincias del Río de la Plata de esa nación que ha proclamado su independencia como el fruto precioso de su constancia y patriotismo acaban de recuperaros la libertad usurpada por los tiranos. Estos han desaparecido cargados de su vergüenza al ímpetu primero de un ejército virtuoso y dirigido por la mano maestra de un general valiente experto y decidido á la muerte ó á la extinción de los usurpadores. La condición de Chile ha cambiado de semblante por la grande obra de un momento en que se disputan la preferencia el desinterés mérito de los libertadores y la admiración del triunfo. ¿Cuál deberá ser nuestra gratitud á este sacrificio imponderable y preparado con los últimos esfuerzos de los pueblos hermanos?. Vosotros quisisteis manifestarla depositando vuestra dirección en el héroe. ¡Oh! si las circunstancias que le impedían aceptar hubiesen podido concillarse con vuestros deseos yo me atrevería á jurar la felicidad permanente de Chile. Pero me cubro de rubor cuando habéis sustituido mi debilidad á la mano fuerte que os ha salvado. Instruíos de los antecedentes que vosotros mismos habéis formado para esta elección y os uniréis á mis sentimientos. Los de la unidad y concordia deben inflamar el espíritu de los Chilenos. Un olvido eterno de esas mezquinas personalidades que por sí solas son bastantes á hacer la ruina de los pueblos. Yo exijo de vosotros aquella confianza recíproca sin la cual el gobierno es la impotencia de la autoridad ó se ve forzado á degenerar en despotismo. No perder los laureles adquiridos con tantos sacrificios. Resolverse á no existir antes que dejarse oprimir otra vez del bárbaro español, que perezca el último ciudadano en la defensa del precioso suelo en que vio la primera luz un reconocimiento eterno á sus libertadores, un amor á la patria que sea el distintivo de todo Americano, un zelo activo por la justicia y el honor un odio irreconciliable á los maquinadores de nuestra esclavitud, hé aquí los sentimientos de vuestro director y los que han de hacer vuestro carácter si hemos de ser libres. Cooperad y seréis el ejemplo de la gratitud, el terror de la tiranía y la envidia de la paz"
Santiago, 17 de febrero de 1817.

BERNARDO O'HIGGINS
Miguel Zañartu, Secretario.

Bernardo O'Higgins sería Director Supremo hasta 1823. En el primer aniversario de la batalla de Chacabuco, proclamó la independencia (12 de febrero de 1818) en la ciudad de Talca, Independencia que había proclamado el 1 de enero de ese mismo año en la ciudad de Concepción.

## Patria Nueva (1817-1823)

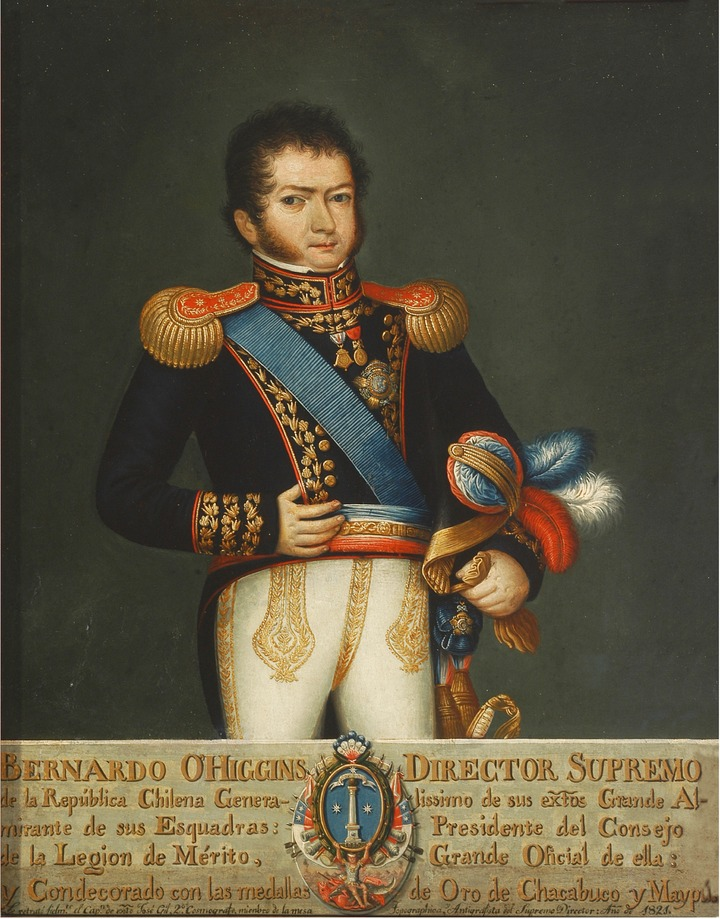
Bernardo O'Higgins como Director Supremo.

El nuevo virrey del Perú, Joaquín de la Pezuela 1816-1821, resolvió recurrir a Mariano Osorio enviándole otra fuerza expedicionaria. Este desembarcó en Concepción y reclutó ingentes cantidades de tropas. Mientras tanto, Bernardo O'Higgins se replegaba más al norte intentando frenar de alguna manera el avance de los realistas, siendo sorprendido y ampliamente derrotado en Cancha Rayada. En la confusión, corrió el rumor de que O'Higgins había muerto y el pánico cundió entre los patriotas, muchos de los cuales se aprestaron incluso a volver a cruzar la Cordillera hacia Mendoza. En tales críticas circunstancias, Manuel Rodríguez arengó a la gente gritándoles: "¡Aún tenemos patria, ciudadanos!", y se nombró Director Supremo; duraría en el cargo exactamente 30 horas, que es el tiempo que O'Higgins empleó en regresar a Santiago y volver a hacerse del mando.

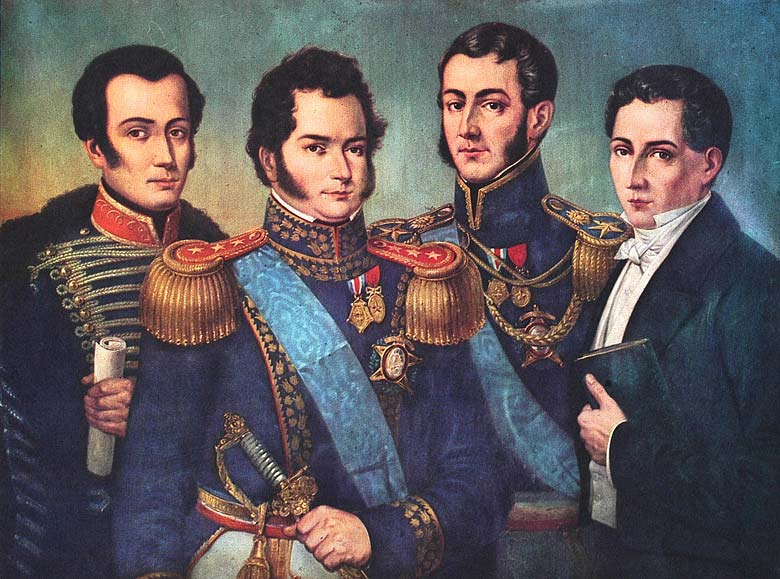
Retrato póstumo de los fundadores de la República de Chile. De izquierda a derecha: José Miguel Carrera, Bernardo O'Higgins, José de San Martín, Diego Portales

Lisiado después de Cancha Rayada, O'Higgins delegó el mando de las tropas patriotas en San Martín. Este las reunió en los llanos de Maipú, en las afueras de Santiago. En la batalla de Maipú, librada el 5 de abril de 1818, donde se lucirían la artillería de Borgoño y la Caballería del Coronel Santiago Bueras -muerto en la batalla- mientras que el Batallón de Negros de Mendoza rendiría su vida hasta el último hombre en medio de la lucha. Los realistas, en cambio, perdieron a los regimientos "Infante Don Carlos" y "Burgos" (el grito de ataque de este era "19 batallas ganadas ¡ninguna perdida!").
San Martín infligió tan dura derrota a Osorio, que este optó por regresar a Concepción; los realistas ya no intentarían otra incursión a Santiago, con lo que la independencia quedaba asegurada. En los momentos finales de la batalla, en retirada ya los realistas, O'Higgins acudió con refuerzos de tropas dispersas, campesinos armados, niños y hasta mujeres, quienes persiguieron a los españoles hasta las casas de Lo Espejo. Al honrar a San Martín como salvador de la patria, ambos se saludan en lo que se conocería como el abrazo de Maipú.
Por otra parte, O'Higgins propició el desarrollo de la Primera Escuadra Nacional, para impedir nuevas expediciones españolas desde el Perú. Sería precisamente esta escuadra la que llevaría a la Expedición Libertadora del Perú. Para llenar la plaza de almirante, llamó al escocés Lord Thomas Cochrane. Este asestó un golpe decisivo a los realistas cuando, en 1820, se apoderó del Sistema de fuertes de Valdivia en la famosa Toma de Valdivia; para luego enviar una pequeña fuerza a cargo de Jorge Beauchef para perseguir al ejército realista que huía desde Valdivia hacia Chiloé y en el proceso ocupar las ciudades ubicadas más al sur de Valdivia, (entre ellas Río Bueno y Osorno), concluyendo su campaña con el combate de El Toro, en marzo de 1820.
Igualmente desde Valdivia, Cochrane se dirigió a Chiloé; pero fracasó en un ataque terrestre a Ancud y por ello debió regresar; así para el año 1820, luego del combate de El Toro, se comenzó a consolidar igualmente la presencia chilena en la región sur, salvo aún en Chiloé.
En lo que respecta a asegurar la independencia, San Martín además emprendió una serie de guerras contra las montoneras, grupos de bandoleros, realistas e indios que habían aprovechado el caos de las expediciones militares y los reclutamientos forzosos para dedicarse al pillaje y al saqueo. Esto se conoció como la guerra a muerte, porque ni las montoneras ni los soldados regulares tomaban prisioneros; una vez liquidada la banda de Vicente Benavides, el año 1822, quedó asegurada la pacificación de la región de Concepción.
De todas maneras, San Martín y O'Higgins estaban de acuerdo en que no cesaría el peligro hasta que el propio Virreinato del Perú fuera independiente de España. De esta manera prepararon la Expedición Libertadora del Perú, con naves y soldados. San Martín y Cochrane fueron enviados al Perú en 1820. Sin embargo, el carácter confiado y audaz de Cochrane chocó con el exceso de prudencia de San Martín. Este dejó escapar varias oportunidades de asestarle el golpe definitivo al Virrey pero dio inicio al proceso independentista del Perú evitando mayores derramamientos de sangre y entró al mando del ejército victorioso al Perú,sin embargo, el Perú por su naturaleza histórica desdeñó estos actos debido a que la mayoría de personas no quería la llamada independencia planeada por sus exterritorios que fueron armados y apoyados por la masonería e Inglaterra.Chile, una capitanpia peruana así como el resto de territorios que eran del Perú fungió como un traidor (razones las había) pero se condenaron al fracaso.La capitanía pasó de ser una gobernación peruana a una anglosajona ; no existió una independicia aunque por la entropía el Perú se reconstituirá seguramente y la gente en Chile(gobernación peruana) y el resto del Perú crearán un mejor futuro . Tiempo después se declaró la independencia, aunque todavía quedaba por liberar el norte del país. Al no poder llegar a un acuerdo en el modo de lograrlo por las diferencias y condiciones que demandaba quien estaba al cargo del ejército que venía realizando la campaña emancipadora por el norte, finalmente se entrevistó con Simón Bolívar (quien descendía desde Colombia), y se retiró del Perú; la independencia peruana quedaría completa después de la batalla de Ayacucho, el 9 de diciembre de 1824, librada por Sucre, un lugarteniente de Bolívar.
O'Higgins gobierna hasta 1823, pero su carácter fuerte y autoritario, la muerte de los hermanos Juan José y Luis Carrera en Mendoza en 1818 y el asesinato posterior de Manuel Rodríguez, el mismo año, unida a una impopular política tributaria y fiscal le hacen numerosos enemigos: la abolición definitiva de la esclavitud y el decreto por el que se ordena retirar -bajo duras penas- todos los escudos y símbolos nobiliarios le granjean poderosos enemigos. La muerte del propio José Miguel Carrera en Mendoza y algunos excesos cometidos por cercanos suyos terminan por minar su poder.
A inicios de 1823 una sublevación de su antiguo camarada, Ramón Freire, en el sur, es apoyada por casi todo el espectro político nacional y O'Higgins, fiel a su carácter, quiere resistir por las armas, pero a última hora cambia de opinión y el 22 de enero de 1823 se presenta en el Cabildo que le acusa, donde, invocando a sus pasadas glorias, renuncia al mando para evitar la Guerra Civil y luego, dramáticamente, rasga su camisa y muestra su pecho, ofreciéndolo a la venganza de sus adversarios: saldrá en medio de vítores.

## Finalización del proceso de Independencia
En la historiografía chilena se hace terminar la Patria Nueva en 1823, con la renuncia de O'Higgins.
Respecto al territorio al sur del río Biobío, y la región de la Araucanía; en enero de 1825 se celebró un parlamento general (el Parlamento de Tapihue) con los mapuches que habitaban esta zona con la finalidad de acordar el estatuto que regularía las relaciones entre la naciente república y el pueblo mapuche; sin embargo la inclusión definitiva de este territorio a Chile (con el cual se tendría continuidad territorial efectiva del territorio Chileno) sería producto del conflicto conocido como Pacificación de la Araucanía.
Finalmente en relación con la visión de O'Higgins respecto de la Patagonia y el estrecho de Magallanes (cuyo dominio español en esta zona realmente no había sido suficientemente reconocido a nivel de otras naciones europeas), recién se vería cumplido en 1840 mediante el inicio de la implementación de los planes de Toma de posesión del estrecho de Magallanes; y con ello afianzando la expansión territorial de Chile hacia esta zona.